# Illes Santa Bàrbara
Les illes Santa Bàrbara o illes del Canal (en anglès Channel Islands of California) són un arxipèlag de vuit illes situades a l'oceà Pacífic davant la costa de Los Angeles, al canal de Santa Bàrbara als Estats Units d'Amèrica. Cinc de les illes formen part del Channel Islands National Park. Durant el Plistocè estaven unides al continent per un pont de terra (gràcies a un nivell del mar més baix) i quan el nivell del mar pujà de nou alguns animals que hi quedaren aïllats evolucionaren en noves espècies endèmiques d'aquestes illes, com el mamut nan o la guineu grisa de les illes Santa Bàrbara.

## Geografia
L'arxipèlag s'estén sobre 257 quilòmetres entre les illes de San Miguel al nord-oest i de San Clemente al sud-est. La seva superfície total és de 346 km². Es divideix en dos grups de quatre illes:
| Illa                 | Superfície (km²) | Població | Comtat                  |
| -------------------- | ---------------- | -------- | ----------------------- |
| Illes septentrionals |                  |          |                         |
| Anacapa              | 2,95             | 3        | Comtat de Ventura       |
| San Miguel           | 37,74            | 0        | Comtat de Santa Bàrbara |
| Santa Cruz           | 249,95           | 2        | Comtat de Santa Bàrbara |
| Santa Rosa           | 215,27           | 2        | Comtat de Santa Bàrbara |
| Illes meridionals    |                  |          |                         |
| San Clemente         | 147,13           | 0        | Comtat de Los Angeles   |
| San Nicolás          | 58,93            | 0        | Comtat de Ventura       |
| Santa Barbara        | 2,63             | 0        | Comtat de Santa Bàrbara |
| Santa Catalina       | 194,19           | 3,696    | Comtat de Los Angeles   |
| Channel Islands      | 908,79           | 3.703    |                         |

- Les illes septentrionals (en anglès Northern Channel Islands), al nord-oest: aquest grup d'illes són força estretes, en direcció est-oest, davant de la costa californiana, la qual està separada per l'estret de Santa Bàrbara. Durant l'última glaciació, aquestes quatre illes eren una massa de terra anomenada de Santa Rosae.
- Les illes meridionals (en anglès Southern Channel Islands), al sud-est: aquest segon grup d'illes està més dispers. L'estret de San Pedro separa la costa de la ciutat de Los Angeles de l'illa més propera, Santa Catalina.

## Història
L'arxipèlag i penyals davant de Califòrnia no quedaren inclosos en el Tractat de Guadalupe Hidalgo signat el 2 febrer de 1848, i pel qual Mèxic cedia un vast territori als Estats Units d'Amèrica. Representen, per tant, una potencial disputa territorial entre els dos països.

## Cultura
A les illes septentrionals s'hi parlava cruzeño, una llengua avui extinta també coneguda com a isleño o chumash illenc.

## Administració
Les vuit illes són administrades per tres comtats de Califòrnia diferents:
- El Comtat de Santa Bàrbara (San Miguel, Santa Cruz, Santa Rosa i San Clemente)
- El Comtat de Ventura (Anacapa i San Nicolás)
- El Comtat de Los Angeles (San Clemente i Santa Catalina)

La marina controla completament les illes de San Nicolás i San Clemente. Santa Catalina és l'única illa de l'arxipèlag que compta amb habitatges permanents, a la localitat costanera d'Avalon.

## Fauna i flora
Moltes espècies de plantes i animals són endèmiques d'aquestes illes, on hi habiten subespècies úniques, com la guineu grisa de les illes Santa Bàrbara.
Durant el Plistocè estaven unides al continent per un pont de terra (gràcies a un nivell del mar més baix) i quan el nivell del mar pujà de nou alguns animals que hi quedaren aïllats evolucionaren en noves espècies endèmiques d'aquesta illa, com el mamut nan o la guineu grisa de les illes Santa Bàrbara. Les illes de San Miguel, Santa Rosa, Santa Cruz, Anacapa i Santa Bàrbara formen part del Channel Islands National Park des de 1980.